# Кургановка (Хмельницкая область)
Кургановка (укр. Курганівка) — село в Шепетовском районе Хмельницкой области Украины.
Население по переписи 2001 года составляло 350 человек. Почтовый индекс — 30456. Телефонный код — 3840. Занимает площадь 68 км². Код КОАТУУ — 6825580802.

## Местный совет
30456, Хмельницкая обл., Шепетовский р-н, с. Великая Шкаровка, ул. Школьная, 2